# Gyeongbokgung
Pałac Gyeongbok (hangul: 경복궁; hanja: 景福宮) – rezydencja królewska znajdująca się w północnej części Seulu, zbudowana pod koniec XIV wieku, zniszczona dwieście lat później (wojna japońsko-koreańska), odbudowana w XIX wieku i ponownie zniszczona podczas okupacji japońskiej, obecnie rekonstruowana.

## Historia
Skonstruowany w 1395 roku, w trzy lata od podjęcia decyzji o budowie przez dynastię Joseon, pałac został doszczętnie zniszczony w trakcie inwazji Japonii w 1592 roku. Przez kolejne 273 lata szczątki pałacu niszczały zupełnie zaniedbane i zapomniane, dopiero w 1867 roku, za czasów Księcia Regenta Huengseon Daewongun. Renowacja przeprowadzona na wielką skalę spowodowała odbudowę 330 budynków (z 5792 pomieszczeniami) usytuowanych w konfiguracji labiryntowej na powierzchni 432,7 m2.
Wśród pałacowych murów powstały dwie strefy: Dziedziniec Zewnętrzny (oejeon) oraz Dziedziniec Wewnętrzny (naejeon). W skład Dziedzińca Zewnętrznego wchodziły oficjalne pomieszczenia dla władcy oraz państwowych urzędników, tymczasem Dziedziniec Wewnętrzny zawierał kwatery prywatne rodziny królewskiej wraz z ogrodami.
Na początku XX wieku, od 1911 roku począwszy, kompleks pałacowy był ponownie systematycznie dewastowany przez Japończyków. W roku 1915 90% istniejących tu budynków zostało zniszczonych, a w ich miejsce postawiono budynki kwatery głównej japońskich kolonialistów.
W roku 2001 przeprowadzono odbudowę bramy wejściowej na teren pałacu – Heungnyemun, a w latach 2006–2010 bramy Gwanghwamun.
Podczas pielgrzymki do Korei Południowej, 16 sierpnia 2014, papież Franciszek odprawił przy bramie Gwanghwamun mszę, podczas której ogłosił błogosławionymi Pawła Yun Ji-chung i 123 męczenników koreańskich.

## Zabudowania

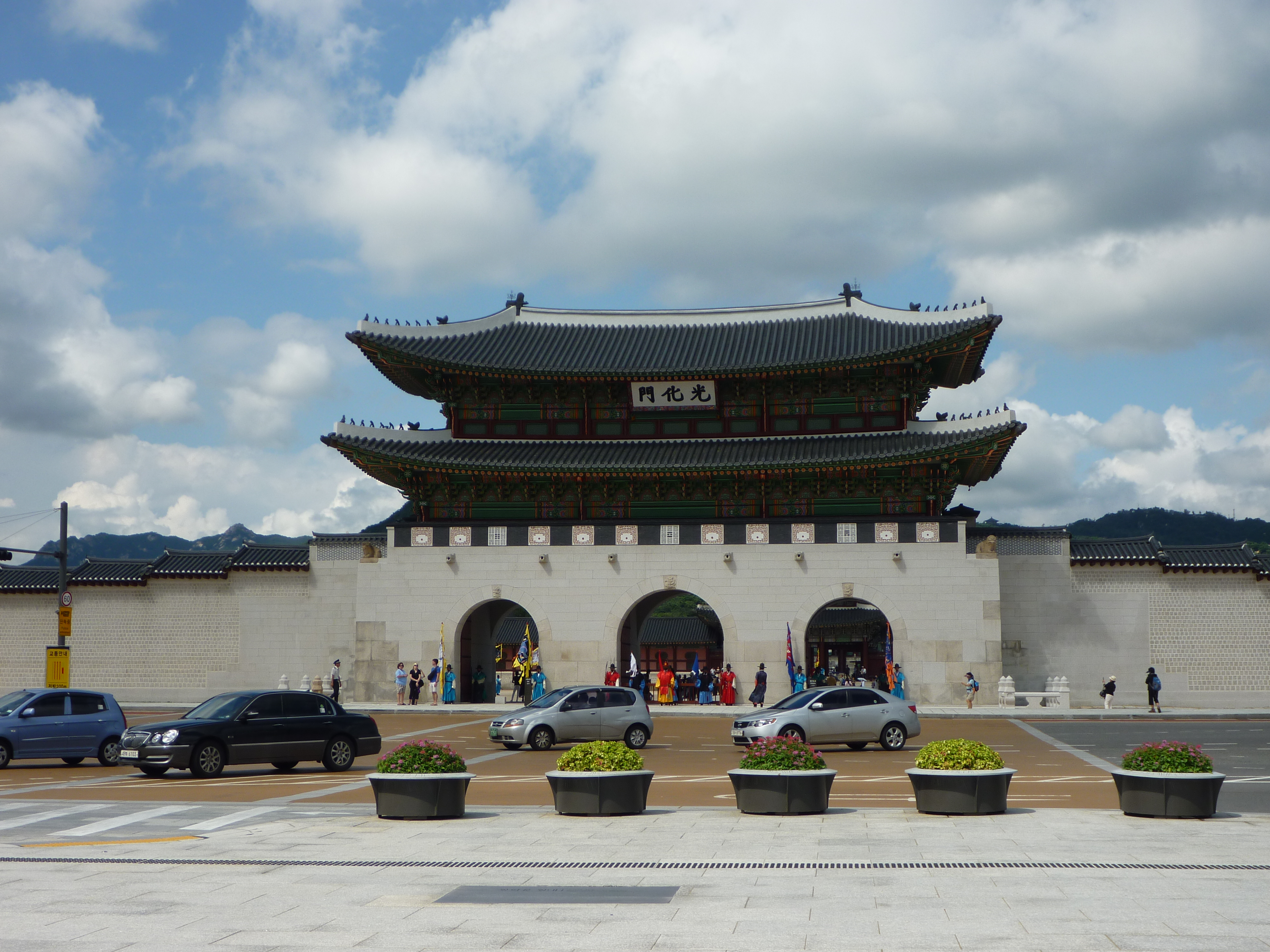
Brama Gwanghwamun

### Główne bramy wejściowe
- Gwanghwamun (Główna Brama lub Brama Południowa)
- Heungnyemun (Druga Wewnętrzna Brama)
- Geunjeongmun (Trzecia Wewnętrzna Brama)
- Sinmumun (Północna Brama)
- Geonchunmun (Wschodnia Brama)
- Yeongchumun (Zachodnia Brama)

### Oejeon (Dziedziniec Zewnętrzny)
- Geunjeongmun (Trzecia Wewnętrzna Brama)
- Geunjeongjeon (Sala Tronowa)
- Sajeongjeon (Biura Urzędnicze)
- Sujeongjeon
- Cheonchujeon
- Manchunjeon

### Naejeon (Dziedziniec Wewnętrzny)
- Gangnyeongjeon (Kwatery Króla)
- Gyotaejeon (Kwatery Królowej)
- Jagyeongjeon

### Donggung
- Jaseondang
- Bihyeongak

### Pawilony
- Gyeonghoeru (Królewska Sala Bankietowa)
- Hyangwonjeong

### Mosty
- Yeongjegyo
- Chwihyanggyo